# Гевгелия
Гевге́лия, также Гевге́лий, Гевге́ли и Гевге́лие (макед. Гевге́лија, алб. Gjevgjelia, греч. Γευγελή — Гевгели, серб. Ђевђелија — Джевджелия) — город в Северной Македонии с населением 15 156 человек в 2021 году. Центр общины Гевгелия.

## География
Гевгелия находится в области Боймия на южной границе Северной Македонии, на правом береге реки Вардар, на главной автомобильной магистрали Белград — Афины.

## История

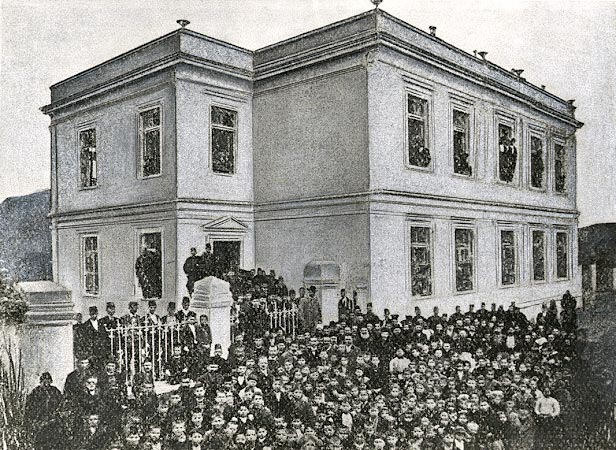
Гевгелия, греческая школа, в начале XX века

Гевгелия впервые упоминается в официальных турецких документах под 1664 годом. 
В мае 1878 года Георгий Баялцалиев и Ичо Доганов, от имени Гевгелийской болгарской общины, подписали Меморандум болгарских церковно-училищных общин Македонии, который требовал присоединения Македонии к возрождённой Болгарской державе.
14 июля 1895 года Гоце Делчев основал в Гевгелии комитет ВМОРО.
В 1896 году здесь была построена болгарская экзархийская церковь Свв. Кирилла и Мефодия.

## Население
Динамика изменения численности населения:
| Год                   | 1880 | 1890 | 1912 | 1925 | 1930 | 1948   |
| --------------------- | ---- | ---- | ---- | ---- | ---- | ------ |
| Община Гевгелия, чел. | 1940 | -    | -    | -    | -    | 21 416 |
| Город Гевгелия, чел.  | -    | 5188 | 2792 | 3500 | 5011 | 4967   |

| Год                   | 1953   | 1961   | 1981   | 1991   | 1994   | 2002   |
| --------------------- | ------ | ------ | ------ | ------ | ------ | ------ |
| Община Гевгелия, чел. | 22 364 | 24 419 | 31 814 | 35 002 | 35 031 | 22 988 |
| Город Гевгелия, чел.  | 5777   | 7332   | 9410   | 15 041 | 14 974 | 15 685 |

По результатам переписи 2002 года из 15 685 жителей города — 15 093 македонцы.

## Культура

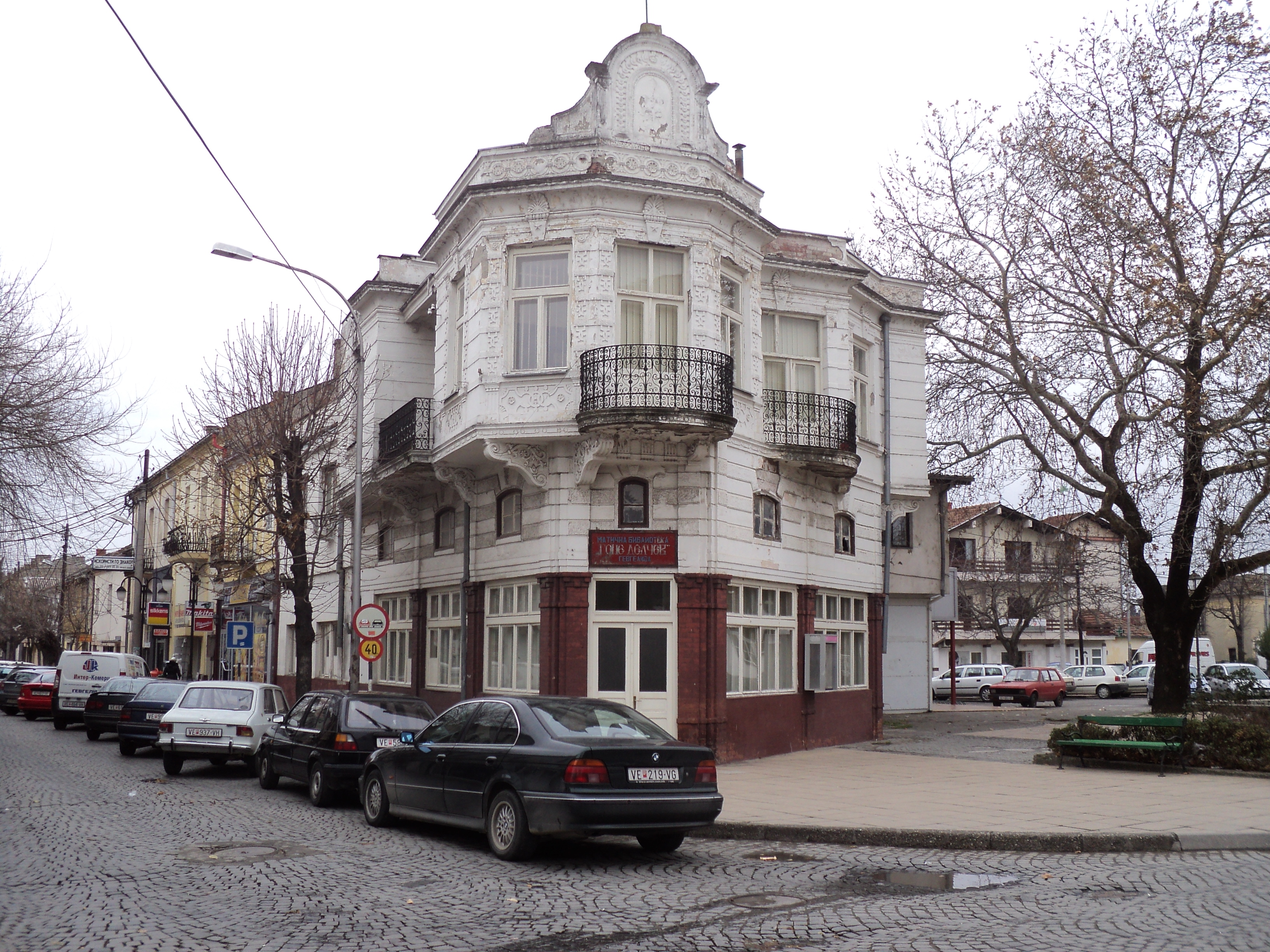
Городская библиотека «Гоце Делчев»

В Гевгелии была основана рок-группа «Зиян», получившая широкую известность в бывшей Югославии, после победы в 1987 году на фестивале Гитаријада в городе Заечар.

## Известные уроженцы
- Георгиос Вафопулос (1903—1996) — греческий поэт.
- Сава Михайлов (1877—1905) — революционер.
- Васил Танев (1897—1941) — болгарский коммунист, один из подсудимых на Лейпцигском процессе (1933).